# Arevabujr
Arevabujr (armeniska: Արևաբույր) är en ort i Armenien. Den ligger i provinsen Ararat, i den centrala delen av landet, 16 kilometer söder om huvudstaden Jerevan. Arevabujr ligger 834 meter över havet och antalet invånare är 1 041. Byn grundades 1831 och hette till 1978 Charatlu.
Terrängen runt Arevabujr är platt åt sydväst, men åt nordost är den kuperad. Runt Arevabujr är det ganska tätbefolkat, med 155 invånare per kvadratkilometer.. Närmaste större samhälle är Jerevan, 16,4 kilometer norr om Arevabujr.
Runt Arevabujr är det i huvudsak tätbebyggt.